# Alcadia
Alcadia is een geslacht van tropische en subtropische landslakken behorend tot de onderfamilie Helicininae. 

## Taxonomie
Alcadia bevat de volgende soorten:
- Alcadia affinis C.B. Adams, 1846
- Alcadia alta G. B. Sowerby II, 1866
- Alcadia aurantia J. E. Gray, 1824
- Alcadia bahamensis L. Pfeiffer, 1862
- Alcadia bermudezi Aguayo & Jaume, 1957
- Alcadia binneyana L. Pfeiffer, 1866
- Alcadia blandiana Weinland, 1880
- Alcadia boeckeleri Richling, 2001
- Alcadia brownii J. E. Gray, 1824
- Alcadia bullula Hausdorf, 2006
- Alcadia camagueyana Aguayo & Jaume, 1957
- Alcadia charmosyne Pilsbry, 1933
- Alcadia chocoensis Roosen, 2023
- Alcadia citrinolabris C. B. Adams, 1849
- Alcadia concinna Gundlach in Pfeiffer, 1857
- Alcadia consanguinea C. B. Adams, 1851
- Alcadia conuloides Guppy, 1868
- Alcadia decussata Hausdorf, 2006
- Alcadia delmonteana Pilsbry, 1933
- Alcadia dissimulans Poey, 1858
- Alcadia dubiosa C. B. Adams, 1850
- Alcadia erythrozona Dean, 1931
- Alcadia euglypta Clench & Aguayo, 1950
- Alcadia exigua L. Pfeiffer, 1849
- Alcadia gonavensis Weinland, 1880
- Alcadia gonostoma Gundlach in Poey, 1858
- Alcadia guadaloupensis G. B. Sowerby II, 1842
- Alcadia haitensis Maltzan, 1888
- Alcadia hirsuta C. B. Adams, 1851
- Alcadia hispida Pfeiffer, 1839
- Alcadia hjalmarsoni L. Pfeiffer, 1856
- Alcadia hojarasca Richling, 2001
- Alcadia hollandi C. B. Adams, 1849
- Alcadia iheringi A. J. Wagner, 1911
- Alcadia incrustata Gundlach in Pfeiffer, 1859
- Alcadia intusplicata L. Pfeiffer, 1851
- Alcadia jamaicensis G. B. Sowerby II, 1842
- Alcadia kuehni L. Pfeiffer, 1872
- Alcadia lewisi Pilsbry, 1942
- Alcadia macilenta C. B. Adams, 1849
- Alcadia major J. E. Gray, 1824
- Alcadia mammilla Weinland, 1862
- Alcadia maxima G.B. Sowerby II, 1842
- Alcadia mcleani Clench, 1937
- Alcadia megastoma C. B. Adams, 1849
- Alcadia microstoma C. B. Adams, 1851
- Alcadia minima d’Orbigny, 1842
- Alcadia moussoniana L. Pfeiffer, 1866
- Alcadia neebiana Pfeiffer, 1862
- Alcadia nitida Pfeiffer, 1839
- Alcadia nobilis C. B. Adams, 1851
- Alcadia nodulosa Hausdorf, 2006
- Alcadia novogranadensis Hausdorf, 2006
- Alcadia nuda Arango in Pfeiffer, 1866
- Alcadia pellucida G. B. Sowerby II, 1842
- Alcadia pompholyx Pilsbry, 1933
- Alcadia pusilla C. B. Adams, 1850
- Alcadia rhamphostyla L. Pfeiffer, 1857
- Alcadia rotunda d’Orbigny, 1842
- Alcadia rufa L. Pfeiffer, 1857
- Alcadia schrammi Crosse, 1872
- Alcadia sericea Drouët, 1859
- Alcadia solitaria C. B. Adams, 1845
- Alcadia spectabilis Pfeiffer, 1858
- Alcadia succinea L. Pfeiffer, 1850
- Alcadia velutina Poey, 1858